# Guangzhou International Challenger 2025
Il Guangzhou International Challenger 2025 è stato un torneo maschile di tennis professionistico. È stata l'8ª edizione del torneo, facente parte della categoria Challenger 75 nell'ambito dell'ATP Challenger Tour 2025, con un montepremi di 100 000 $. Si è giocato dal 28 aprile al 4 maggio 2025 sui campi in cemento del Guangzhou International Tennis Centre di Canton, in Cina.

## Partecipanti

### Teste di serie
| Nazionalità | Giocatore          | Ranking* | Testa di serie |
| ----------- | ------------------ | -------- | -------------- |
| Australia   | Adam Walton        | 86       | 1              |
| Stati Uniti | Brandon Holt       | 110      | 2              |
| Australia   | Tristan Schoolkate | 122      | 3              |
| Francia     | Térence Atmane     | 136      | 4              |
| Australia   | Li Tu              | 164      | 5              |
| Francia     | Hugo Grenier       | 175      | 6              |
| Australia   | James McCabe       | 176      | 7              |
| Francia     | Constant Lestienne | 180      | 8              |

* Ranking al 21 aprile 2025.

### Altri partecipanti
I seguenti giocatori hanno ricevuto una wild card per il tabellone principale:
- Charles Chen
- Te Rigele
- Zhou Yi

Il seguente giocatore è entrato in tabellone con il ranking protetto:
- Jason Kubler

Il seguente giocatore è entrato in tabellone nell'ambito dello Junior Accelerator Programme:
- Roh Ho-young

I seguenti giocatori sono entrati in tabellone come alternate:
- Cui Jie
- Ilia Simakin
- Sun Fajing

I seguenti giocatori sono passati dalle qualificazioni:
- Ryan Peniston
- Christian Langmo
- Mats Rosenkranz
- Andre Ilagan
- Moerani Bouzige
- Mo Yecong

Il seguente giocatore è entrato in tabellone come lucky loser:
- Kasidit Samrej

## Punti e montepremi
| Torneo    | Torneo              | V     | F     | SF    | QF    | 2T    | 1T  | Q | Q2  | Q1  |
| Singolare | Punti               | 75    | 44    | 22    | 12    | 6     | 0   | 4 | 2   | 0   |
| Singolare | Premi in denaro ($) | 9 880 | 5 820 | 3 450 | 2 000 | 1 165 | 720 | – | 360 | 185 |
| Doppio    | Punti               | 75    | 44    | 22    | 12    | –     | 0   | – | –   | –   |
| Doppio    | Premi in denaro ($) | 4 250 | 2 450 | 1 480 | 880   | –     | 500 | – | –   | –   |

## Campioni

### Singolare
Térence Atmane ha sconfitto in finale  Tristan Schoolkate con il punteggio di 6–3, 7–6(4).

### Doppio
Ray Ho /  Matthew Romios hanno sconfitto in finale  Vasil Kirkov /  Bart Stevens con il punteggio di 6–3, 6–4.